# Vladimír Chalupa
Vladimír Chalupa, křtěný Vladimír Jan (6. října 1872 Křešín u Pelhřimova – 9. května 1937 Moravská Ostrava) byl český právník, divizní generál Československé armády, diplomat a malíř, příslušník československých legií v Rusku a ve Francii. Vykonával funkci vedoucího vojenské kanceláře Československé národní rady v Paříži, po návratu do Československa pak pokračoval v diplomatické a vojenské kariéře. 

## Život
Narodil se v domě č. 42 v obci Křešín nedaleko Pelhřimova v jižních Čechách, kde byl jeho otec učitelem. Vystudoval práva na Právnické fakultě Karlo-Ferdinandovy univerzity v Praze. Následně se stal soudcem, nejdříve v Brně, posléze pak v Novém Jičíně, na Vsetíně a v Klimkovicích u Ostravy. Zde se mj. zasazoval o vedení úředních dokumentů v češtině oproti úřední němčině. Byl činný v tělovýchovné jednotě Sokol. 
Roku 1914 Rakousko-Uhersko vyhlásilo válku Srbsku a následně pak vypukla první světová válka. Chalupa byl jakožto důstojník v záloze povolán do rakousko-uherské armády a narukoval na východní frontu jakožto nadporučík 32. zeměbraneckého pěšího pluku. 1. července 1915 byl zajat (či přešel do zajetí) u Lublinu a převezen do ruského zajateckého tábora. Zde se připojil k českým a slovenským dobrovolníkům, formujícím se v československé legie. Od července 1916 pracoval při hnutí čs. prvního odboje v Kyjevě, kde na sjezdu roku 1917 byl také zvolen za člena odbočky Československé národní rady.  

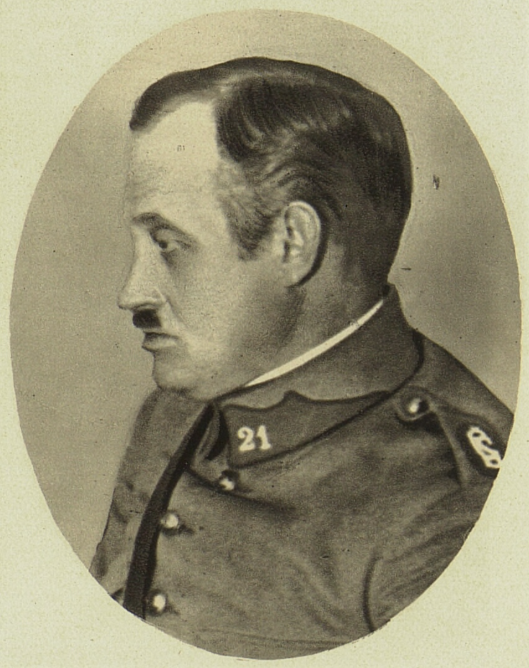
Vladimír Chalupa v uniformě 21. střeleckého pluku (asi 1918)

Začátkem roku 1918 byl poslán do Francie, kde pod vedením Dr. Edvarda Beneše byl činným jako šéf vojenské kanceláře Čs. národní rady. V září téhož roku poslán jako spojovací důstojník rady do štábu čs. armádního sboru československých legií v Itálii do Padovy, kterému veleli italští důstojníci. Do nově vzniklého Československa se vrátil v prosinci roku 1918 vlakem spolu s prezidentem T. G. Masarykem a jeho rozsáhlým doprovodem. Nejprve byl pak umístěn u štábu čs. "italských" legií v Kroměříži. Odtud byl povolán ministrem Václavem Klofáčem na Ministerstvo národní obrany, nejprve jako jeho pracovní pobočník, později byl jmenován vojenským sekčním šéfem a zástupcem ministra, a podílel se tak na budování struktur ozbrojených složek republiky. Po odchodu ministra Klofáče spravoval krátkou dobu jmenované ministerstvo až do léta 1920. Od roku 1921 do roku 1927 působil jako vojenský přidělenec MNO ve Vídni a po návratu do Prahy byl jmenován přednostou 2. oddělení Hlavního štábu branné moci. V roce 1922 byl povýšen na plukovníka, roku 1928 se pak stal brigádním, a roku 1933 pak divizním generálem. Roku 1934 odešel do výslužby. 
Vladimír Chalupa zemřel 9. května 1937 v Moravské Ostravě ve věku 64 let. 
Na jeho rodném domě v Křešíně byla krátce po jeho smrti odhalena pamětní deska.
Rovněž se zabýval malbou.  